# Laurie, Cantal
Laurie là một xã ở tỉnh Cantal, thuộc vùng Auvergne-Rhône-Alpes ở miền trung nước Pháp.

## Dân số
| 1962                                                            | 1968 | 1975 | 1982 | 1990 | 1999 | 2006 |  |
| --------------------------------------------------------------- | ---- | ---- | ---- | ---- | ---- | ---- |  |
| 219                                                             | 200  | 165  | 160  | 139  | 117  | 93   |  |
| Nombre retenu à partir de 1968: Population sans doubles comptes |      |      |      |      |      |      |  |